# Saydou Bangura
Mamadou Saydou Bangura (Kerkrade, 5 januari 2003) is een Nederlands-Guinees voetballer die doorgaans als aanvaller speelt. Hij komt uit voor Roda JC Kerkrade.

## Carrière
Bangura doorliep de jeugdopleidingen van Fortuna Sittard, Alemannia Aachen en 1. FC Kaiserslautern. Hij speelde in het seizoen 2021/22 een aantal wedstrijden voor het tweede van Kaiserslautern in de Oberliga Rheinland-Pfalz/Saar.
Medio 2022 ging Bangura naar Roda JC Kerkrade. Na een jaar bij de jeugd maakte hij op 11 augustus 2023 zijn debuut tegen Helmond Sport (4-1). Hij kwam in de 63e minuut in de ploeg voor Maximilian Schmid en scoorde in de 86e minuut de 3-1 op aangeven van Arjen van der Heide. Twee weken na zijn debuut tekende hij zijn eerste profcontract.

## Statistieken
| Seizoen | Club                    | Competitie     | Competitie | Competitie | Beker | Beker | Overig | Overig | Totaal | Totaal |
| Seizoen | Club                    | Competitie     | Wed.       | Dlp.       | Wed.  | Dlp.  | Wed.   | Dlp.   | Wed.   | Dlp.   |
| ------- | ----------------------- | -------------- | ---------- | ---------- | ----- | ----- | ------ | ------ | ------ | ------ |
| 2021/22 | 1. FC Kaiserslautern II | Oberliga       | 7          | 0          | 0     | 0     | 0      | 0      | 7      | 0      |
| 2022/23 | Roda JC Kerkrade        | Eerste divisie | 0          | 0          | 0     | 0     | 0      | 0      | 0      | 0      |
| 2023/24 | Roda JC Kerkrade        | Eerste divisie | 17         | 2          | 1     | 0     | 0      | 0      | 18     | 2      |
| 2024/25 | Roda JC Kerkrade        | Eerste divisie | 18         | 4          | 1     | 0     | 0      | 0      | 19     | 4      |
| Totaal  | Totaal                  | Totaal         | 42         | 6          | 2     | 0     | 0      | 0      | 44     | 6      |

Bijgewerkt op 28 mei 2025.